# قرار مجلس الأمن التابع للأمم المتحدة رقم 49
قرار مجلس الأمن التابع للأمم المتحدة رقم 49، الصادر في 22 مايو / أيار 1948، على اعتبار أن قرارات مجلس الأمن السابقة بشأن فلسطين لم يتم الالتزام بها، وأن العمليات العسكرية لا تزال جارية في فلسطين، دعا القرار جميع الحكومات والسلطات الامتناع عن أي عمل عسكري عدائي آخر في فلسطين، وتحقيقا لهذه الغاية، إصدار أمر بوقف إطلاق النار لقواتها العسكرية وشبه العسكرية يبدأ نفاذه ظهرا، 24 مايو 1948، بالتوقيت المحلي لمدينة نيويورك. كما أمر القرار لجنة الهدنة من أجل فلسطين المنشأة بموجب قرار مجلس الأمن رقم 48 بتقديم تقرير إلى المجلس حول امتثال الأطراف المعنية للقرار.
تم تمرير القرار بثمانية أصوات وامتناع ثلاثة أعضاء من الاتحاد السوفييتي وأوكرانيا وسوريا .